# Alberta Highway 8
Der Highway 8 in der kanadischen Provinz Alberta führt von Westen her kommend nach Calgary als Zubringer in die Stadt. Der Highway hat eine Gesamtlänge von 31 km.
Die Route beginnt nördlich von Redwood Meadows, an einem Kreisverkehr zweigt sie in östlicher Richtung am Highway 22 ab. Nach 17 km wird die Stadtgrenze von Calgary erreicht. Innerhalb von Calgary ist der Highway unter dem Namen Glenmore Trail bekannt, er ist benannt nach dem Glenmore Reservoir, einem Stausee, der als Trinkwasserspeicher für Calgary dient und der auch vom Highway überquert wird. In Calgary trifft die Route auf Highway 2, östlich davon endet dann der Highway 8 am Bow River, er setzt sich in östlicher Richtung als Alberta Highway 560 fort, der auch als Teilstück des Glenmore Trails bekannt ist.